# ماوژوا ۳۲۳۹
سیارک ۳۲۳۹ (به انگلیسی: 3239 Meizhou، نامگذاری:1978UJ2) سه هزار و دویست و سی و نهمین سیارک کشف شده‌است که در ۲۹ اکتبر ۱۹۷۸ کشف شد.
قدر مطلق سیارک برابر ۱۴٫۶۰ است.